# Martavis Bryant
Martavis Bryant (Calhoun Falls, Carolina del Sur, Estados Unidos, 20 de diciembre de 1991) es un jugador profesional de fútbol americano de la National Football League que juega en el equipo Oakland Raiders, en la posición de Wide receiver con el número 12.

## Carrera deportiva
Martavis Bryant proviene de la Universidad Clemson y fue elegido en el Draft de la NFL de 2014, en la ronda número 4 con el puesto número 118 por el equipo Pittsburgh Steelers.
Actualmente se encuentra en activo como jugador de los Oakland Raiders.

## Estadísticas generales
| Yardas | Touchdowns | Recepciones | Promedio |
| 759    | 6          | 48          | 15.8     |